# Cecilio Lepe Bautista
Cecilio Lepe Bautista (1941-2020) fue un político Mexicano, miembro del Partido Revolucionario Institucional así como Secretario General de la CROM. 
Estibador nacido en Manzanillo, Colima, su carrera política comenzó en 1982, cuando fue diputado local en la XLVII Legislatura (1982 - 1985). Posteriormente, fue nombrado presidente Municipal de Manzanillo en el período 1986 a 1988, para después ser elegido diputado para el Estado de Colima por el grupo parlamentario del Partido Revolucionario Institucional (PRI) en las comisiones de  Comunicaciones y Transportes, Marina y Pesca en la LVI Legislatura del Congreso de la Unión de México. Después de este cargo ocuparía su puesto actual como Secretario General de la Confederación Regional Obrera Mexicana (CROM).